# 三水郡
三水郡（：／ Samsu gun */?）是朝鮮民主主義人民共和國兩江道中部的一個郡，北隔鴨綠江與中國吉林省相望，虛川江在東界流經（「三水」所指的尚有長津江）。面積886.98平方公里，2008年人口40,311人。下分1邑、1勞動者區、23里。

## 歷史
1391年屬甲州萬戶府，1413年改屬永吉道甲山郡，1441年設三水堡，五年後設郡。1895年行二十三府制，隸屬甲山府，翌年府制被廢，被轉至咸鏡南道。1954年被劃入兩江道。
歷史上與甲山郡合稱「三水甲山」，與濟州島同為邊疆、流放之地。